# Vinično
Vinično – wieś w Chorwacji, w żupanii varażdińskiej, w gminie Visoko. W 2011 roku liczyła 277 mieszkańców.